# Amt Auenland Südholstein
Amt Auenland Südholstein, før 1. april 2022 Amt Kaltenkirchen-Land, er et amt i det nordlige Tyskland, beliggende i den sydvestlige del af Kreis Segeberg. Kreis Segeberg ligger i den sydøstlige del af delstaten Slesvig-Holsten. Administrationen ligger i byen Nützen.

## Kommuner i amtet
| 1. Alveslohe 2. Hartenholm 3. Hasenmoor | 1. Lentföhrden 2. Nützen 3. Schmalfeld |

## Eksterne kilder og henvisninger
1. ↑  "Kommunesammenlægning"

- Amt Kaltenkirchen-Land Arkiveret 26. april 2007 hos  Wayback Machine